# Lamar Building
Das Lamar Building ist ein Wolkenkratzer in Augusta, Georgia. Das historisch bedeutende Gebäude ist mit 85 Metern das höchste in Augusta. Nachdem 1913 mit dem Bau begonnen worden war, musste es in Folge eines großen Brandes 1916 zwischenzeitlich abgerissen werden, die Fertigstellung erfolgte 1918. Im Jahr 1976 wurde ein Penthouse hinzugefügt, welchem das Lamar Building seine heutige Höhe verdankt. Am 24. April 1979 wurde es als Baudenkmal in das National Register of Historic Places aufgenommen. Gelegen ist es im Stadt- und Finanzzentrum von Augusta.